# Johannes Antonsson
Johannes Mikael Antonsson (i Dahla), född 20 november 1921 i Frillesås socken i Hallands län, död 24 augusti 1995 i Dalagård, Eftra socken i Hallands län, var en svensk lantbrukare och centerpartistisk politiker. Han var kommunminister 1976–1978 och landshövding i Hallands län 1979–1986.
Antonsson var ledamot av riksdagens andra kammare  1958–1970, invald i Hallands läns valkrets. Han var även ledamot i den nya enkammarriksdagen 1971–1979. 
Han var förbundsordförande för Svenska Landsbygdens Ungdomsförbund 1954–1959 och kandiderade till posten som Centerpartiets ordförande 1971, men förlorade valet mot Thorbjörn Fälldin. Antonsson är begravd på Eftra kyrkogård.